# أنطونيو أسيفيدو هرنانديز
أنطونيو أسيفيدو هرنانديز (بالإسبانية: Antonio Acevedo Hernández)‏ هو كاتب مسرحي تشيلي، ولد في 8 مارس 1886 في أنخول في تشيلي، وتوفي في 1 ديسمبر 1962.